# Capitoli di Fate/stay night

Copertina del primo volume dell'edizione italiana, raffigurante Saber

Questa è la lista dei capitoli di Fate/stay night, manga disegnato da Datto Nishiwaki e serializzato sulla rivista Shōnen Ace, di Kadokawa Shoten, a partire dal 26 dicembre 2005 fino a novembre 2012. Si tratta di un adattamento della visual novel vera e propria e, a differenza dell'anime, si concentra principalmente sullo scenario Unlimited Blade Works, benché prendendo in prestito alcuni elementi degli altri scenari creando una trama originale.
In Italia è stato pubblicato da Star Comics dal 9 ottobre 2008 al 10 luglio 2014.

## Volumi 1-10
| 1  | 23 maggio 2006 | ISBN 978-4-04-713825-4 | 9 ottobre 2008   |
| 1  | Capitoli - 1. (the 1st day (I)?) - 2. (the 1st day (II)?) - 3. (the 1st day (III)?) - 4. (the 1st day (IV)?)                              |                        |                  |
| 2  | 24 ottobre 2006 | ISBN 978-4-04-713865-0 | 10 dicembre 2008 |
| 2  | Capitoli - 5. (boys & girls (I)?) - 6. (boys & girls (II)?) - 7. (boys & girls (III)?) - 8. (boys & girls (IV)?) - 9. (boys & girls (V)?) |                        |                  |
| 3  | 5 aprile 2007 | ISBN 978-4-04-713914-5 | 9 febbraio 2009  |
| 3  | Capitoli - 10. (boys & girls (VI)?) - 11. (boys & girls (VII)?) - 12. (Partner (I)?) - 13. (Partner (II)?) - 14. (Partner (III)?)         |                        |                  |
| 4  | 21 settembre 2007 | ISBN 978-4-04-713955-8 | 10 aprile 2009   |
| 5  | 20 dicembre 2007 | ISBN 978-4-04-713995-4 | 10 giugno 2009   |
| 6  | 24 aprile 2008 | ISBN 978-4-04-715047-8 | 12 agosto 2009   |
| 7  | 22 agosto 2008 | ISBN 978-4-04-715094-2 | 11 novembre 2009 |
| 8  | 24 dicembre 2008 | ISBN 978-4-04-715144-4 | 10 febbraio 2010 |
| 9  | 23 aprile 2009 | ISBN 978-4-04-715230-4 | 8 luglio 2010    |
| 10 | 22 agosto 2009 | ISBN 978-4-04-715283-0 | 7 luglio 2011    |

## Volumi 11-20
| 11 | 22 dicembre 2009                                                                                      | ISBN 978-4-04-715348-6 | 10 novembre 2011 | —                      |
| 12 | 21 aprile 2010                                                                                        | ISBN 978-4-04-715424-7 | 8 marzo 2012     | —                      |
| 13 | 24 agosto 2010                                                                                        | ISBN 978-4-04-715502-2 | 11 luglio 2012   | —                      |
| 14 | 25 dicembre 2010                                                                                      | ISBN 978-4-04-715585-5 | 8 novembre 2012  | —                      |
| 15 | 22 aprile 2011                                                                                        | ISBN 978-4-04-715680-7 | 7 marzo 2013     | ISBN 978-88-6420-431-4 |
| 15 | Capitoli - 64. Un altro Archer - 65. Decade - 66. Sky High - 67. The Sabbath                          |                        |                  |                        |
| 16 | 1º settembre 2011                                                                                     | ISBN 978-4-04-715764-4 | 11 luglio 2013   | —                      |
| 16 | Capitoli - 68. LION HEART - 69. La fille sur le pont - 70. I tesori del re - 71. La spada e il fodero |                        |                  |                        |
| 17 | 20 dicembre 2011                                                                                      | ISBN 978-4-04-120049-0 | 7 novembre 2013  | —                      |
| 18 | 24 aprile 2012                                                                                        | ISBN 978-4-04-120202-9 | 6 marzo 2014     | —                      |
| 19 | 23 agosto 2012                                                                                        | ISBN 978-4-04-120359-0 | 12 giugno 2014   | —                      |
| 20 | 17 novembre 2012                                                                                      | ISBN 978-4-04-120501-3 | 10 luglio 2014   | —                      |